# Paardachtigen
De paardachtigen (Equidae) zijn een familie van onevenhoevige zoogdieren. Tegenwoordig bestaat er nog slechts één geslacht, Equus. Tot de paardachtigen behoren vier groepen: de paarden, ezels, halfezels en zebra's. Wilde paardachtigen leven nog op grasvlakten in oostelijk en zuidelijk Afrika en Centraal-Azië, terwijl verwilderde paarden ook in Amerika en Australië voorkomen. Twee soorten, het paard en de ezel, zijn succesvol gedomesticeerd en worden wereldwijd gehouden, voornamelijk als last- en rijdier.
De huidige soorten zijn allemaal middelgrote tot grote herbivore hoefdieren. Ze hebben lange poten met elk één hoef en lange nekken en koppen. De tanden zijn gericheld. De oren zijn groot en staan omhoog gericht. Alle soorten hebben manen en een lange staart. De mannetjes zijn groter dan de vrouwtjes.
Paardachtigen leven voornamelijk van grassen, maar ze eten ook ander taai plantaardig voedsel als bladeren, knoppen, twijgen en wortelen. Het zijn groepsdieren. Sommige soorten (vooral de steppezebra) leven ook in gemengde groepen met andere soorten hoefdieren.

## Evolutie
De evolutie van de paardachtigen is zeer goed bestudeerd. In het vroege Eoceen leefde in de bossen van Noord-Amerika een groep kleine zoogdiertjes, waaronder Eohippus, Protorohippus en Epihippus, soorten die vroeger tot het geslacht Hyracotherium werden gerekend. Deze dieren hadden de grootte van een kleine hond, met drie tenen aan de achterpoten en vier aan de voorpoten. Ze hadden geen hoeven, maar voetkussentjes.
Aan het einde van het Eoceen en het begin van het Oligoceen trokken in Noord-Amerika de bossen weg en ontstonden er open vlakten. De paarden die toen ontstonden, Mesohippus en Miohippus, waren wat groter dan de paardjes van het Eoceen, hadden langere poten en drie tenen aan iedere poot. De tanden van deze paardachtigen waren beter aangepast aan lastiger te verteren materiaal.
In het Vroeg-Mioceen splitsten de paardachtigen in twee onderfamilies: de Anchitheriinae en Equinae. De Anchitheriinae waren miljoenen jaren vrij succesvolle drietenige hoefdieren, die leefden van bladeren en twijgen en ook in de Oude Wereld voorkwamen.
Uit de Equinae ontstonden twee groepen, de kleine Archaeohippus en verwanten en een groep grazende paardachtigen. Deze dieren leefden op de eerste grasvlakten. Gras ontstond namelijk pas in het Mioceen. De grazende paardachtigen hebben gerichelde tanden (die minder snel slijten bij het eten van taai gras) en zijn aangepast aan het leven op de vlakte. Ze waren groter en hadden langere, slanke poten. Twee van de drie overige tenen werden rudimentair, terwijl de derde teen een hoef ontwikkelde.
Uit een van deze paarden, Merychippus, ontstonden drie geslachtengroepen. De hipparions (Hippotheriini) waren een grote, diverse groep paarden, die zich al snel over de continenten verspreidde en verscheidene niches innam. De Protohippini was een groep kleinere paarden. De Equini ten slotte was een groep van grotere paardachtigen, waarvan de twee zijtenen steeds kleiner werd en in enkele geslachten ook uiteindelijk verdwenen, tot er nog maar één teen per poot over was. Rond tien miljoen jaar geleden leefden de grootste aantallen paardachtigen.
In het Plioceen ontstond in Noord-Amerika Equus, een eentenig geslacht. Waarschijnlijk waren de eerste leden van het geslacht gestreept, net als de zebra's. In het begin leefden deze dieren samen met andere soorten paardachtigen. Aan het einde van het Plioceen trokken enkele soorten naar de Oude Wereld. Aan het begin van de ijstijd stierven alle andere geslachten uit, en alleen Equus overleefde. Tot één miljoen jaar geleden kwamen leden van Amerihippus, een ondergeslacht van Equus, in Noord- en Zuid-Amerika voor, maar ook deze stierven uit, samen met het grootste gedeelte van de Amerikaanse megafauna.

## Taxonomie
ORDE Perissodactyla (Onevenhoevigen)
- Familie Equidae (Paardachtigen)
  - Geslacht Equus
    - Ondergeslacht Equus
      - Wild paard, Equus ferus
        - Tarpan, Equus ferus ferus (†)
        - Przewalskipaard, Equus ferus przewalskii
        - Gedomesticeerd paard, Equus ferus caballus

    - Ondergeslacht Asinus (Ezels)
      - Afrikaanse wilde ezel, Equus africanus
        - Nubische wilde ezel, Equus africanus africanus
        - Somalische wilde ezel, Equus africanus somalicus
        - Ezel, Equus africanus asinus

    - Ondergeslacht Hemionus (Halfezels of paardezels)
      - Halfezel of Onager, Equus hemionus
        - Mongoolse wilde ezel, Equus hemionus hemionus
        - Syrische wilde ezel, Equus hemionus hemippus (†)
        - Gobi halfezel, Equus hemionus luteus
        - Turkmeense halfezel, Equus hemionus kulan
        - Perzische onager, Equus hemionus onager
        - Indische halfezel, Equus hemionus khur

      - Kiang, Equus kiang
        - Noordelijke kiang, Equus kiang chu
        - Westelijke kiang, Equus kiang kiang
        - Oostelijke kiang, Equus kiang holdereri
        - Zuidelijke kiang, Equus kiang polyodon

    - Ondergeslacht Hippotigris
      - Steppezebra, Equus quagga
        - Quagga, Equus quagga quagga (†)
        - Burchellzebra, Equus quagga burchellii
        - Grantzebra, Equus quagga boehmi
        - Selouszebra, Equus quagga borensis
        - Chapmanzebra, Equus quagga chapmani
        - Crawshays zebra, Equus quagga crawshayi

      - Bergzebra, Equus zebra
        - Kaapse bergzebra Equus zebra zebra
        - Hartmanns bergzebra, Equus zebra hartmannae

    - Ondergeslacht Dolichohippus
      - Grévyzebra, Equus grevyi

## Afbeeldingen

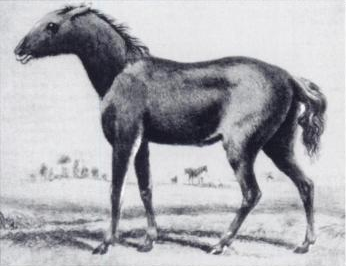
Tarpan, (Wild paard)
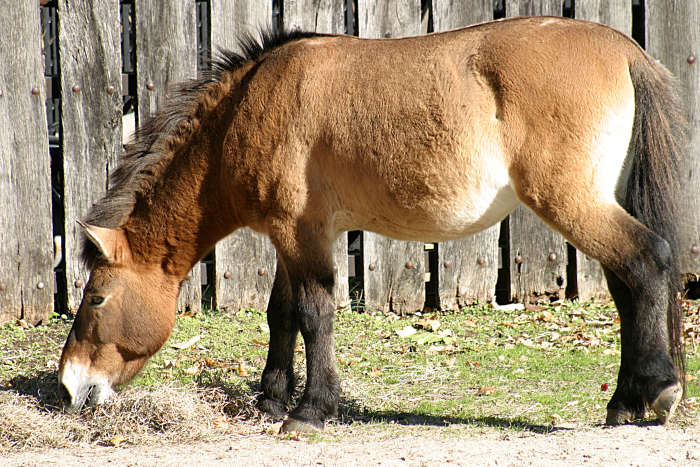
Przewalskipaard, (Wild paard)
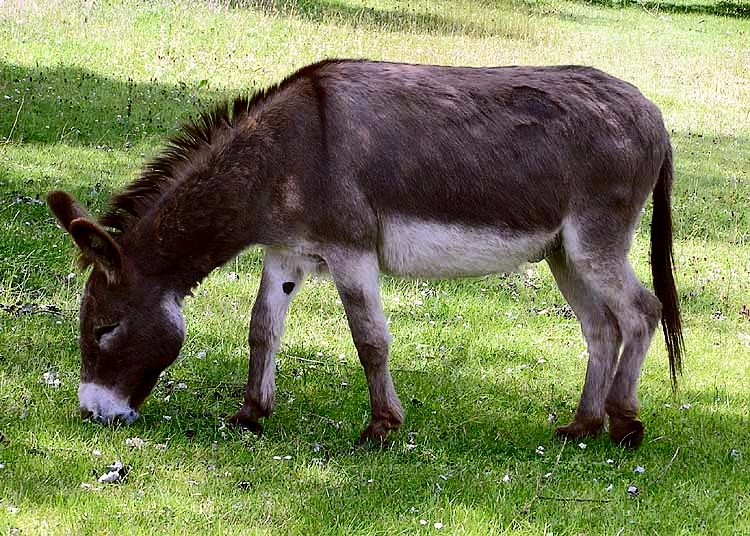
Ezel
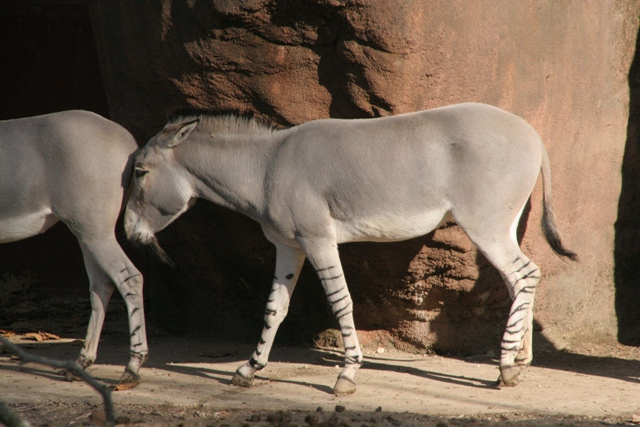
Somalische wilde ezel, (Afrikaanse wilde ezel)
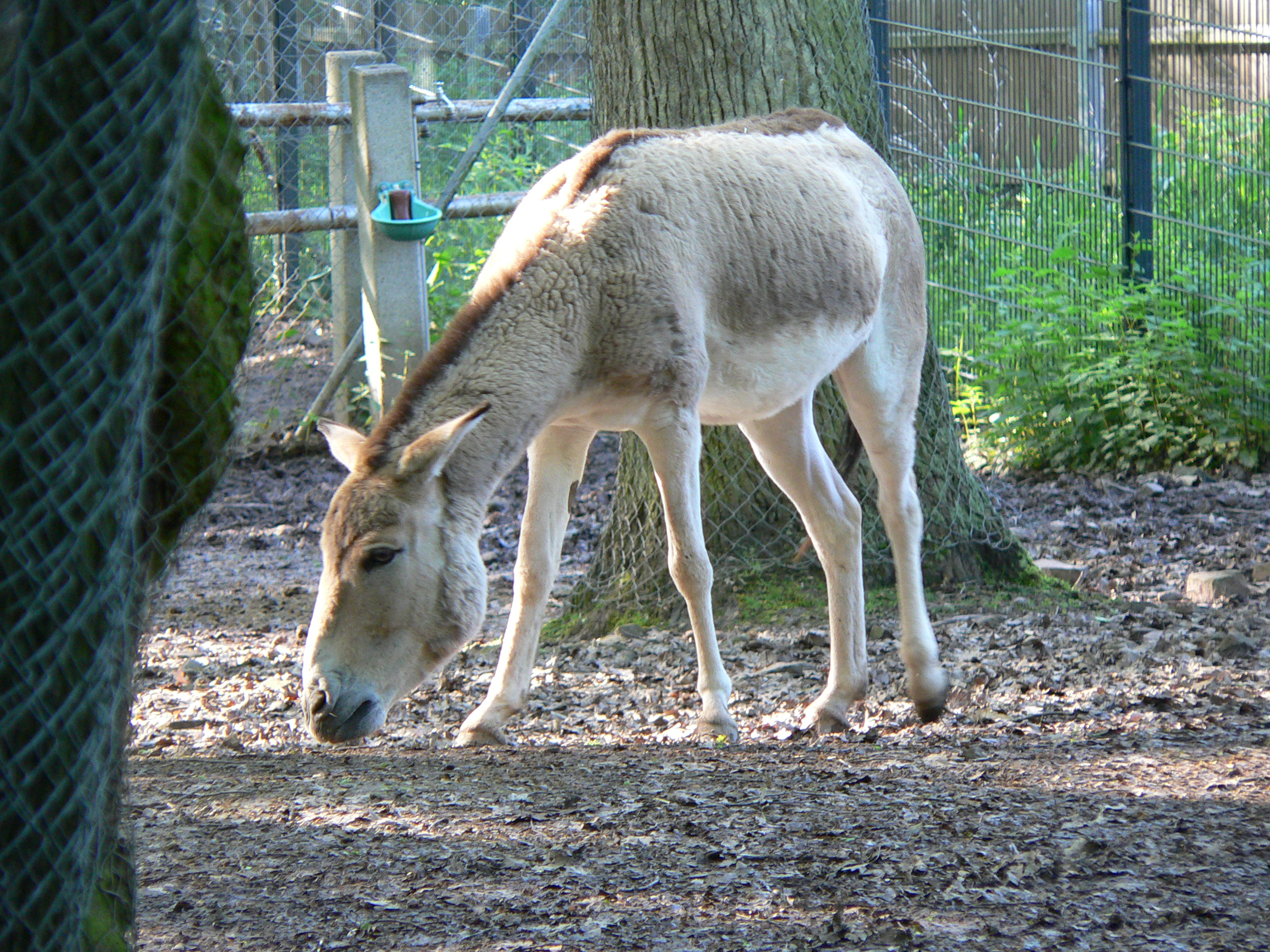
Turkmeense halfezel of Kulan, (Onager)
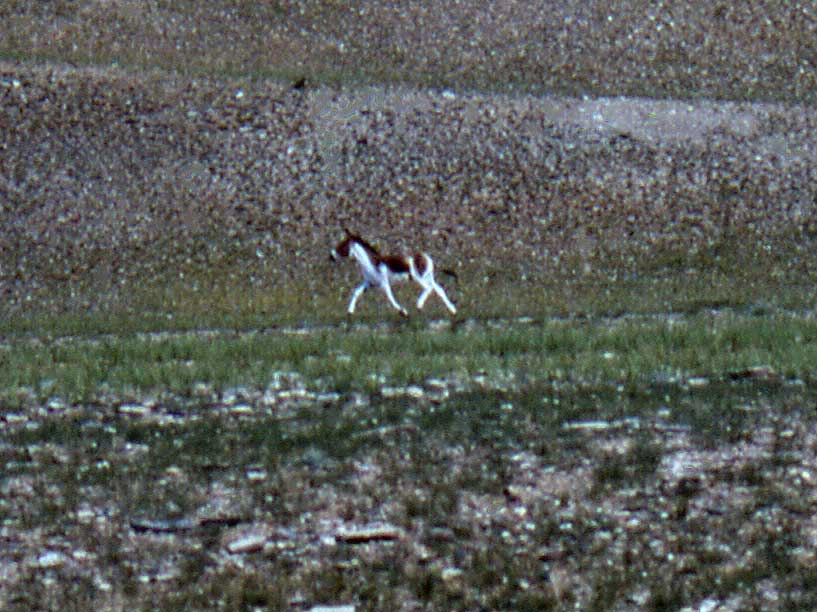
Kiang
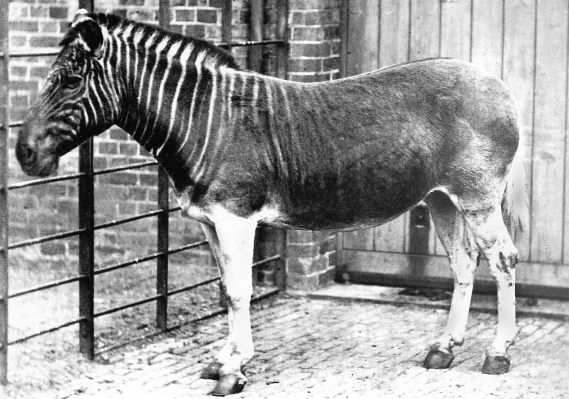
Quagga, (Steppezebra)
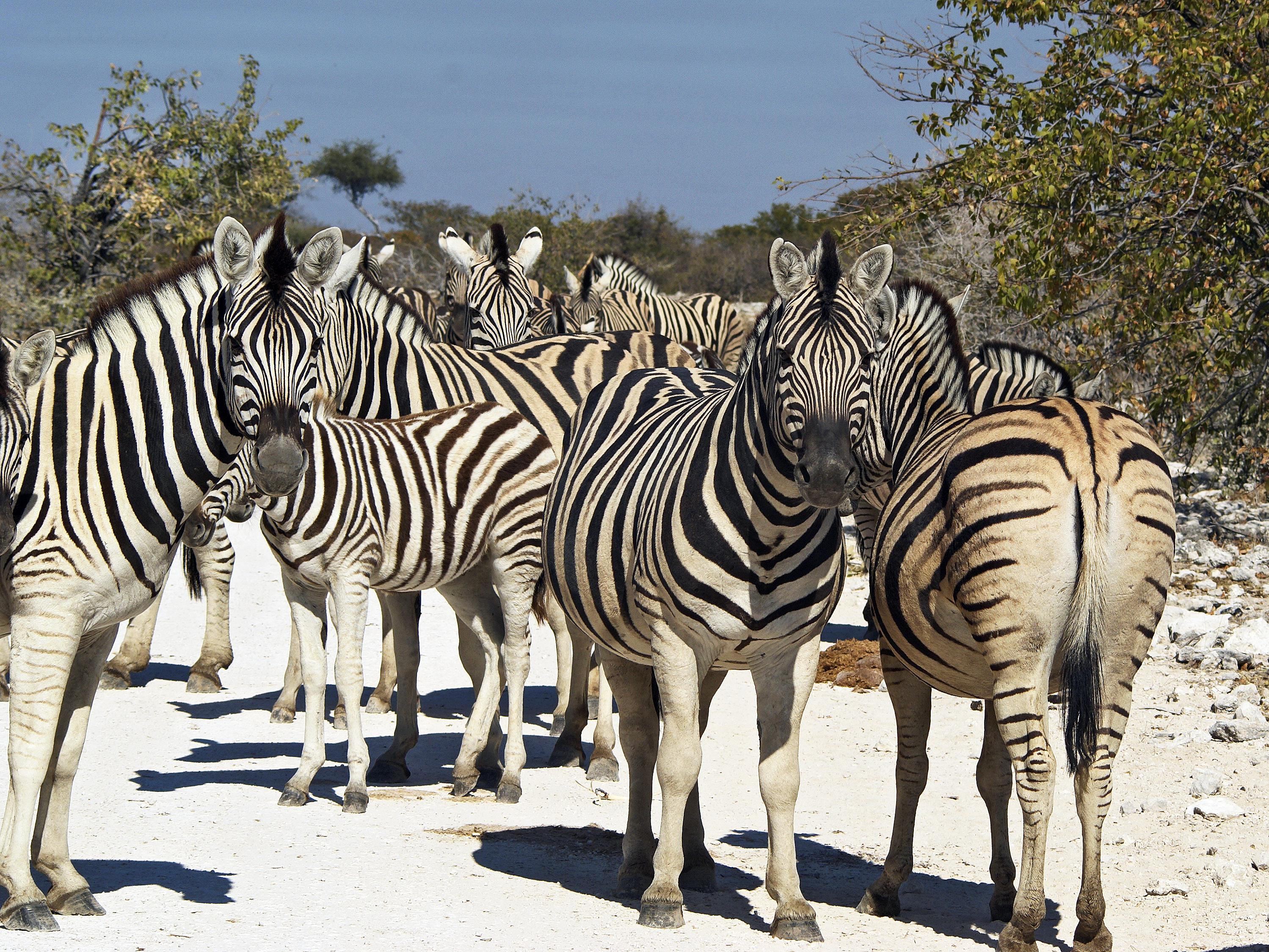
Burchellzebra, (Steppezebra)
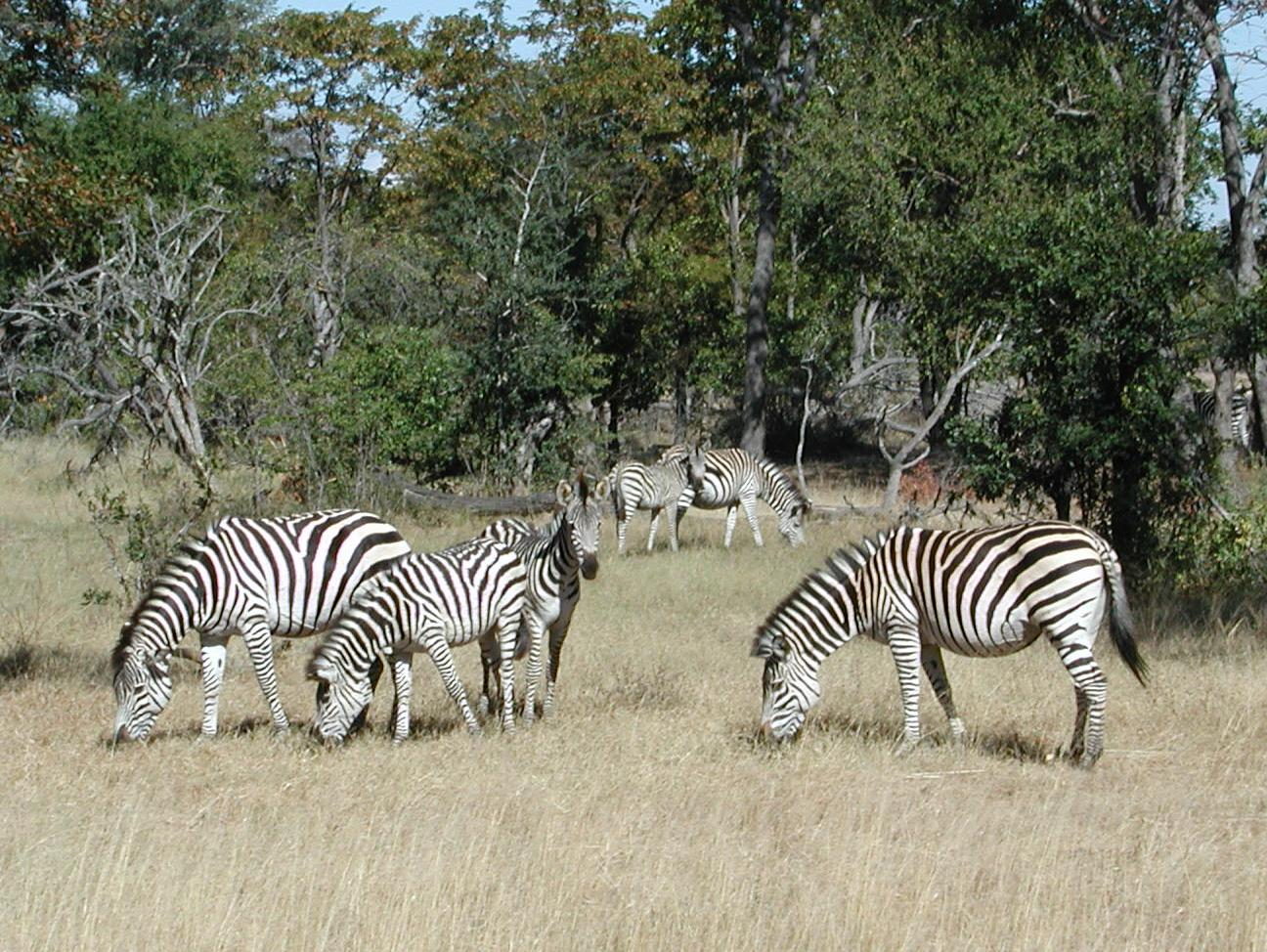
Grantzebra, (Steppezebra)
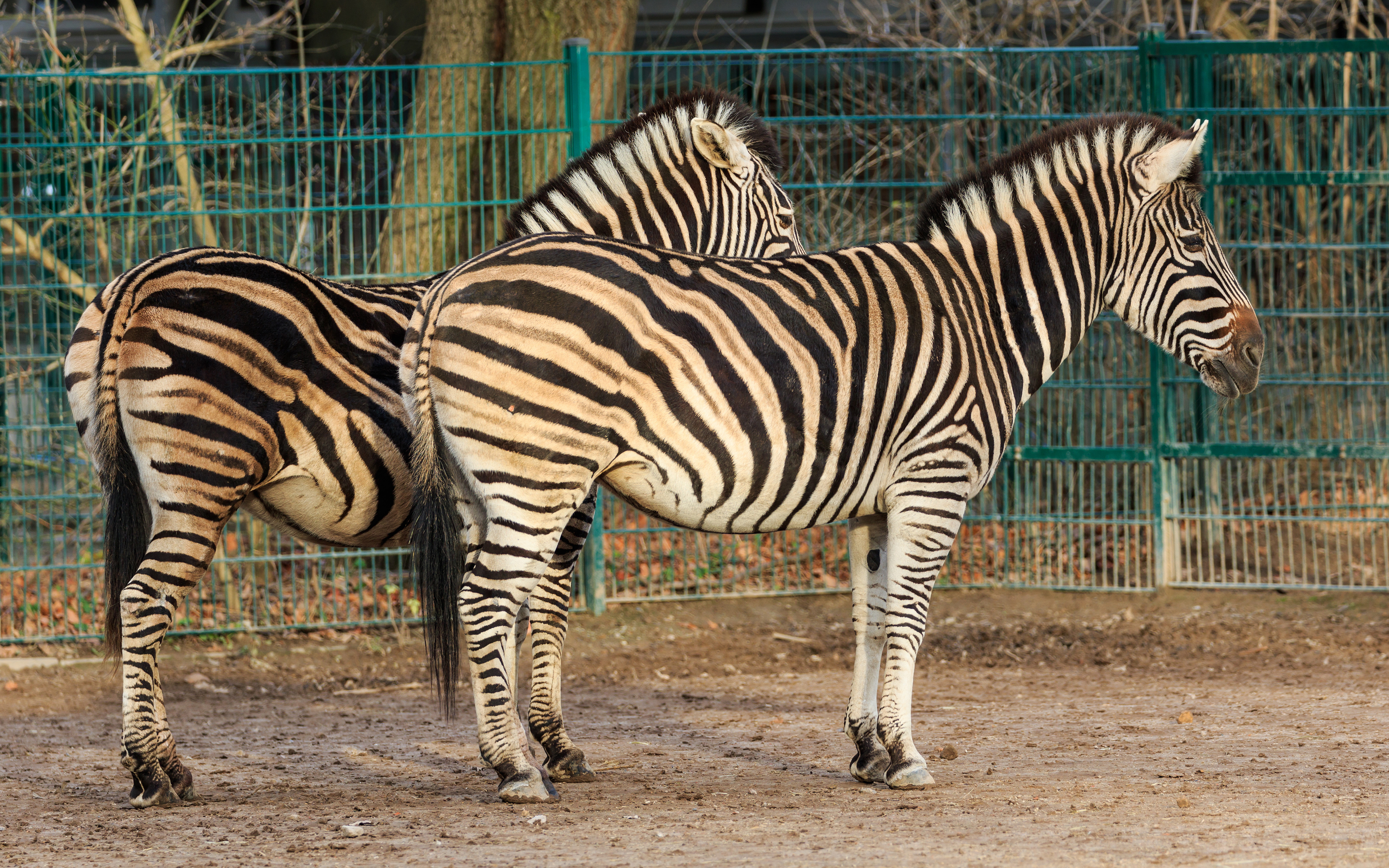
Chapmanzebra, (Steppezebra)
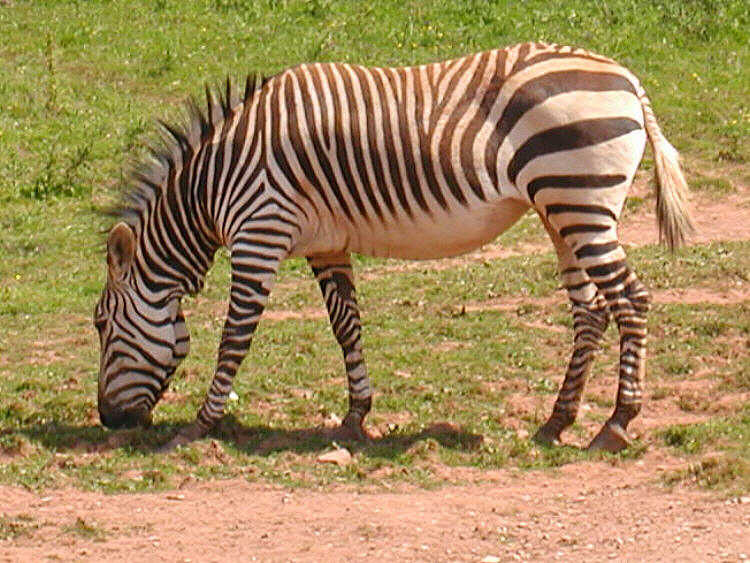
Hartmanns bergzebra
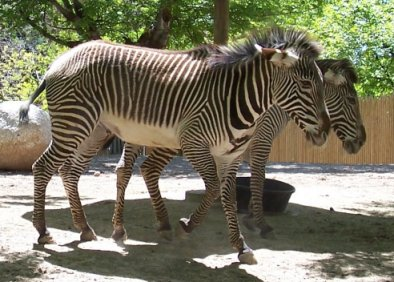
Grévyzebra